# 6e sommet de la francophonie
Pour un article plus général, voir Sommet de la francophonie.
Le 6e sommet de la francophonie ou 6e sommet des pays ayant le français en partage s'est tenu à Cotonou, en décembre 1995, et a réuni 49 délégations.

## Organisation du sommet

### Contexte
Les débats et les décisions relatifs à la préparation du sommet de Cotonou sont consignés dans les actes des 3e, 4e, 5e et 6e sessions de la Conférence ministérielle de la Francophonie, tenues entre décembre 1993 et novembre 1995, respectivement à Bamako (Mali), Ouagadougou (Burkina Faso), Paris (France) et Cotonou (Bénin).

### Ordre du jour
L'ordre du jour de la conférence s'articule autour de neuf points :
1. Constitution du bureau
2. Approbation de l'ordre du jour et du projet d'ordonnancement des travaux
3. Examen et adoption des nouvelles modalités d'adhésion à la Conférence des chefs d'État et de gouvernement des pays ayant le français en partage
4. Examen des demandes d'adhésion
5. Rapport du Conseil permanent de la Francophonie
6. Rapport de la Conférence ministérielle
7. Situation politique internationale
8. Situation économique mondiale
9. Coopération multilatérale francophone

## Décisions
La principale décision sortie du 6e sommet de la francophonie est la création d'un poste de secrétaire général de la francophonie dans le but de renforcer la cohérence des actions et la voix politique de la Francophonie. Le secrétaire ne sera élu qu'en 1997 à Hanoï. Son rôle est servir de porte-parole politique et de représentant officiel de la francophonie au niveau international. L’Agence de coopération culturelle et technique fut rebaptisée l’Agence de la francophonie et est dotée d'un administrateur général.
Les chefs d'État francophones appellent le président français Jacques Chirac à promouvoir le français dans « les nouveaux médias ». Les chefs d’État ont également décidé d'agir résolument pour corriger les déséquilibres des échanges économiques et culturels, dans le sens d'un partenariat équitable et d'une solidarité réelle, et de poursuivre les efforts d'intégration économique en vue d'un développement harmonieux et durable.
Les autres décisions issues du sommet concernent : prévention des conflits, paix et sécurité internationale, démocratisation, État de droit de l'Homme, justice et développement, et suivi de la Conférence du Caire, Afrique (développement), Rwanda, Burundi, Liban, Francophonie et relations internationales, Conférence des Nations unies sur les femmes,Jeunesse et vie active, Fonds francophone d'urgence, Déclaration de Cotonou, Coopération économique, Efficacité de l'aide au développement, Institution économique multilatérales de développement, Programme francophone, L'association internationale des maires francophones (AIMF), Éducation de base, Conférence des ministres de la jeunesse et des sports, Forum francophone des affaires (FFA).

## Représentants des délégations

### Hôte de la conférence
Nicéphore Dieudonné Soglo, Président de la République du Bénin.

### Liste des délégations et représentants au sommet
| Pays                                  | Prénoms et Nom                | Titre                                                                                            |
| ------------------------------------- | ----------------------------- | ------------------------------------------------------------------------------------------------ |
| Belgique                              | Jean-Luc Dehaene              | Premier ministre                                                                                 |
| Bulgarie                              | Stevoslav Chivarov            | Vice-premier ministre                                                                            |
| Burkina Faso                          | Blaise Compaoré               | Président du Faso                                                                                |
| Burundi                               | Sylvestre Ntibantunganya      | Président de la République                                                                       |
| Cambodge                              | Kim An Uch                    | Secrétaire d'Etat auprès du ministre des Affaires étrangères et de la Coopération internationale |
| Cameroun                              | Paul Biya                     | Président de la République                                                                       |
| Canada                                | Jean Chrétien                 | Premier ministre                                                                                 |
| Nouveau-Brunswick                     | Franck McKenna                | Premier ministre                                                                                 |
| Quebec                                | Bernard Landry                | Vice-premier ministre et ministre des Affaires internationales                                   |
| Cap-Vert                              | Luis Dupret                   | Ambassadeur de la République au Sénégal                                                          |
| République centrafricaine             | Ange Félix Patassé            | Président de la République                                                                       |
| Communauté française de Belgique      | Laurette Onkelynx             | Ministre-présidente du gouvernement                                                              |
| Comores                               | Abdallah Mouzaoir             | Ministre de Affaires étrangères et de la coopération                                             |
| République du Congo                   | Pascal Lissouba               | Président de la République                                                                       |
| Côte d'Ivoire                         | Henri Konan Bédié             | Président de la République                                                                       |
| Djibouti                              | Hassan Gouled Aptidon         | Président de la République                                                                       |
| Dominique                             | Julius Timoty                 | Vice-premier ministre des Finances, de l'Industrie et de la Planification                        |
| Égypte                                | Ali Samir Safouat             | Ambassadeur personnel du président de la République auprès du CPF                                |
| France                                | Jacques Chirac                | Président de la République                                                                       |
| Gabon                                 | Omar Bongo                    | Président de la République                                                                       |
| Guinée                                | Michel Kamano                 | Ministre du Plan et de la Coopération internationale                                             |
| Guinée-Bissau                         | Joào Bernardo Vieira          | Président de la République                                                                       |
| Guinée équatoriale                    | Teodoro Obiang Nguéma Mbasogo | Président de la République                                                                       |
| Haïti                                 | Fritz LongChamp               | Ministre des Affaires Etrangères                                                                 |
| Laos                                  | Phao Bounnaphol               | Ministre des Communications, des Transports, des Postes et de la Construction                    |
| Liban                                 | Michèl Eddé                   | Ministre de la Culture et de l'Enseignement supérieur                                            |
| Luxembourg                            | Erna Hennicot-Schoepges       | Ministre de l’Éducation nationale et de la Formation professionnelle                             |
| Madagascar                            | Albert Zafy                   | Président de la République                                                                       |
| Mali                                  | Alpha Oumar Konaré            | Président de la République                                                                       |
| Maroc                                 | Abdellah Azmani               | Ministre des Affaires Culturelles                                                                |
| Maurice                               | Ramduthsing Jaddoo            | Ministre des Affaires étrangères                                                                 |
| Mauritanie                            | Mohamed Salem Ould Lekhal     | Ministre des Affaires étrangères et de la Coopération                                            |
| Moldavie (membre associé)             | Ion Capatina                  | Vice-ministre des Affaires étrangères                                                            |
| Monaco                                | René Novella                  | Ambassadeur délégué à la Francophonie                                                            |
| Niger                                 | Mahamane Ousmane              | Président de la République                                                                       |
| Roumanie                              | Marcel Dinu                   | Secrétaire d'Etat auprès du ministre des Affaires Etrangères                                     |
| Rwanda                                | Pierre-Célestin Rwigema       | Premier ministre                                                                                 |
| Sao Tomé-et-Principe (membre associé) | Guilherme Poster da Costa     | Ministre de Affaires étrangères et de la Coopération                                             |
| Sénégal                               | Abdou Diouf                   | Président de la République                                                                       |
| Seychelles                            | Danielle de Saint-Jorre       | Ministre de Affaires étrangères, du Plan et de l'Environnement                                   |
| Suisse                                | Kaspar Villiger               | Président de la Confédération                                                                    |
| Tchad                                 | Idriss Deby                   | Président de la République                                                                       |
| Togo                                  | Edem Kodjo                    | Premier ministre                                                                                 |
| Tunisie                               | Hamed Karoui                  | Premier ministre                                                                                 |
| Val d'Aoste                           | Dino Viérin                   | Président du gouvernement                                                                        |
| Vanuatu                               | Daniel Martin                 | Consul Honoraire                                                                                 |
| Vietnam                               | Nguyen Thi Binh               | Vice-président de la République                                                                  |
| Zaïre                                 | Mobutu Sésé Séko              | Président de la République                                                                       |

### Liste des Représentants d'organismes et institutions
| Organismes et institutions                    | Représentants         | Titre                      | Observations   |
| --------------------------------------------- | --------------------- | -------------------------- | -------------- |
| Conseil permanent de la francophonie (CPF)    | Émile-Derlin Zinsou   | Président                  |                |
| Agence de coopération culturelle et technique | Jean-Louis Roy        | Secrétaire général         |                |
| Organisation de l'unité africaine             | Anatole Gomtirbou     | Secrétaire général adjoint | Invité spécial |
| Organisation des nations unies (ONU)          | Boutros Boutros-Ghali | Secrétaire général         | Invité spécial |